# Domatówko
Domatówko (kaszb. Domatówkò lub też Domôtówkò, niem. Klein Domnatau) – wieś kaszubska w Polsce położona w województwie pomorskim, w powiecie puckim, w gminie Puck na obszarze Puszczy Darżlubskiej. Wieś jest siedzibą sołectwa, w którego skład wchodzą również miejscowości Wielka Piaśnica i Mała Piaśnica.
W latach 1975–1998 miejscowość administracyjnie należała do województwa gdańskiego.
Inne miejscowości z prefiksem Domatow: Domatowo